# Modrzejowice-Kolonia
Modrzejowice-Kolonia – kolonia w Polsce położona w województwie mazowieckim, w powiecie radomskim, w gminie Skaryszew.
W latach 1975–1998 miejscowość administracyjnie należała do województwa radomskiego.
Modrzejowice-Kolonia razem z Modrzejowicami i Modrzejowicami-Kątami zamieszkuje ok. 300 osób (2009 r.).